# Henning Jensen (forfatter)
 Der er flere personer med dette navn, se Henning Jensen.
Henning Jensen (født 6. december 1838 i Kornerup, død 28. februar 1929 på Frederiksberg) var en dansk forfatter, præst, journalist, fotograf og politiker
Henning Jensen blev 1857 student og 1864 cand.theol. Efter at have været personel kapellan 1865-72 blev han sognepræst i Pedersker på Bornholm og 1879 i Stenmagle ved Sorø indtil 1885. Hans letbevægelige sind og forkærlighed for yderlige standpunkter har fremkaldt gentagne og stærke omslag hos ham. Oprigtigt hyldede han den Indre Mission, var derefter ivrig grundtvigianer og kom som sådan ind i den politiske kamp; under denne førtes han ikke alene til afgjort radikalisme, men også til brud med kirkelæren. 
Efter at være afskediget 1885 (kirkeminister Jacob Frederik Scavenius fandt nogle af hans udtalelser forargelige) udgav han 1886-90 ugebladet Enhver sit og var flittig medarbejder ved Politiken, 1893-97 ved Socialdemokraten og førte i disse blade en skarp nedrivende polemik mod Folkekirken og dens præsteskab. Desuden gav han 1890-93 i 3 særskilte skrifter en fremstilling af Jesu liv og død i afgjort fritænkersk ånd og udgav endvidere 3 fortællinger, Kapellanen (1891, imod den Indre Mission), Pastor Dahlberg (1892, en præsts brud med kirkelæren) og Blodets Baand (1895, for Socialdemokratiet). 
I de senere år skrev Jensen flere andre fortællinger og Psykisk Forskning. Livets og Dødens Gaade (1916). 1886-92 var han Folketingsmand og hørte til Viggo Hørups retning. 1897 blev han medredaktør af bladet København indtil 1919 og søgte som sådan at uddybe skillelinierne mellem Venstre og Socialdemokratiet. Selv efter sin afgang som redaktør forblev han medarbejder ved bladet. Han har vist evner som en skarp og vittig polemiker.